# Чемпіонат світу з шосейно-кільцевих мотоперегонів 2024
Чемпіонат світу з шосейно-кільцевих мотоперегонів сезону 2024 року — 75-й сезон змагань з шосейно-кільцевих мотоперегонів серії MotoGP, що проводиться під егідою Міжнародної мотоциклетної федерації.

## Етапи Гран-Прі
Попередній календар чемпіонату був опублікований Міжнародною мотоциклетною федерацією 27 вересня 2023 року
.
| Раунд | Дата         | Гран-Прі                  | Автомотодром                                      |
| ----- | ------------ | ------------------------- | ------------------------------------------------- |
| 1     | 10 березня   | Гран-Прі Катару           | Лосейл, Доха                                      |
| 2     | 3 квітня     | Гран-Прі Аргентини        | Термас де Ріо Ондо, Сантьяго-дель-Естеро          |
| 3     | 10 квітня    | Гран-Прі Америк           | Траса Америк, Остін                               |
| 4     | 24 квітня    | Гран-Прі Іспанії          | Херес, Херес-де-ла-Фронтера                       |
| 5     | 8 травня     | Гран-Прі Франції          | Le Mans Bugatti, Графство Мен                     |
| 6     | 22 травня    | Гран-Прі Італії           | Муджелло, регіон Муджелло                         |
| 7     | 5 червня     | Гран-Прі Каталонії        | Каталунья, Монмало                                |
| 8     | 26 червня    | Гран-Прі Нідерландів      | TT Circuit Assen, Ассен                           |
| 9     | 17 липня     | Гран-Прі Німеччини        | Заксенринг, Гоенштайн-Ернстталь                   |
| 10    | 14 серпня    | Гран-Прі Австрії          | Ред Бул Ринг, Шпільберг                           |
| 12    | 04 вересня   | Гран-Прі Великої Британії | Сільверстоун, Сільверстоун                        |
| 13    | 11 вересня   | Гран-Прі Сан Марино       | Автодром імені Марко Сімончеллі, Мізано-Адріатіко |
| 14    | 25 вересня   | Гран-Прі Арагону          | Моторленд Арагон, Альканьїс                       |
| 15    | 16 жовтня    | Гран-Прі Японії           | Twin Ring Motegi, Мотеґі                          |
| 16    | 23 жовтня    | Гран-Прі Австралії        | Філіп-Айленд, Острів Філіпа                       |
| 17    | 30 жовтня    | Гран-Прі Малайзії         | Сепанг, Селангор                                  |
| 18    | 13 листопада | Гран-Прі Валенсії         | Траса імені Рікардо Тормо, Валенсія               |

## Клас MotoGP

### Учасники
| Команда                            | Виробник | Мотоцикл         | №  | Гонщик               |
| ---------------------------------- | -------- | ---------------- | -- | -------------------- |
| Aprilia Racing                     | Aprilia  | RS-GP24          | 12 | Маверік Віньялес     |
| Aprilia Racing                     | Aprilia  | RS-GP24          | 41 | Алеїч Еспаргаро      |
| Aprilia Racing Independent Team    | Aprilia  | RS-GP23          | 25 | Рауль Фернандес      |
| Aprilia Racing Independent Team    | Aprilia  | RS-GP23          | 88 | Мігел Олівейра       |
| Ducati Lenovo Team                 | Ducati   | Desmosedici GP24 | 1  | Франческо Багная     |
| Ducati Lenovo Team                 | Ducati   | Desmosedici GP24 | 23 | Енеа Бастіаніні      |
| Prima Pramac Racing                | Ducati   | Desmosedici GP24 | 21 | Франко Морбіделлі    |
| Prima Pramac Racing                | Ducati   | Desmosedici GP24 | 89 | Хорхе Мартін         |
| Gresini Racing MotoGP              | Ducati   | Desmosedici GP23 | 73 | Алекс Маркес         |
| Gresini Racing MotoGP              | Ducati   | Desmosedici GP23 | 93 | Марк Маркес          |
| Pertamina Enduro VR46 Racing Team  | Ducati   | Desmosedici GP23 | 49 | Фабіо Ді Джанантоніо |
| Pertamina Enduro VR46 Racing Team  | Ducati   | Desmosedici GP23 | 72 | Марко Беззеччі       |
| LCR Team Castrol LCR Team Idemitsu | Honda    | RC213V           | 5  | Йоан Зарко           |
| LCR Team Castrol LCR Team Idemitsu | Honda    | RC213V           | 30 | Такаакі Накагамі     |
| Repsol Honda Team                  | Honda    | RC213V           | 10 | Лука Маріні          |
| Repsol Honda Team                  | Honda    | RC213V           | 36 | Жоан Мір             |
| GasGas Factory Racing Tech3        | KTM      | RC16             | 31 | Педро Акоста         |
| GasGas Factory Racing Tech3        | KTM      | RC16             | 37 | Аугусто Фернандес    |
| Red Bull KTM Factory Racing        | KTM      | RC16             | 33 | Бред Біндер          |
| Red Bull KTM Factory Racing        | KTM      | RC16             | 43 | Джек Міллер          |
| Monster Energy Yamaha MotoGP       | Yamaha   | YZR-M1           | 20 | Фабіо Квартараро     |
| Monster Energy Yamaha MotoGP       | Yamaha   | YZR-M1           | 42 | Алекс Рінс           |